# Obrotnica kolejowa

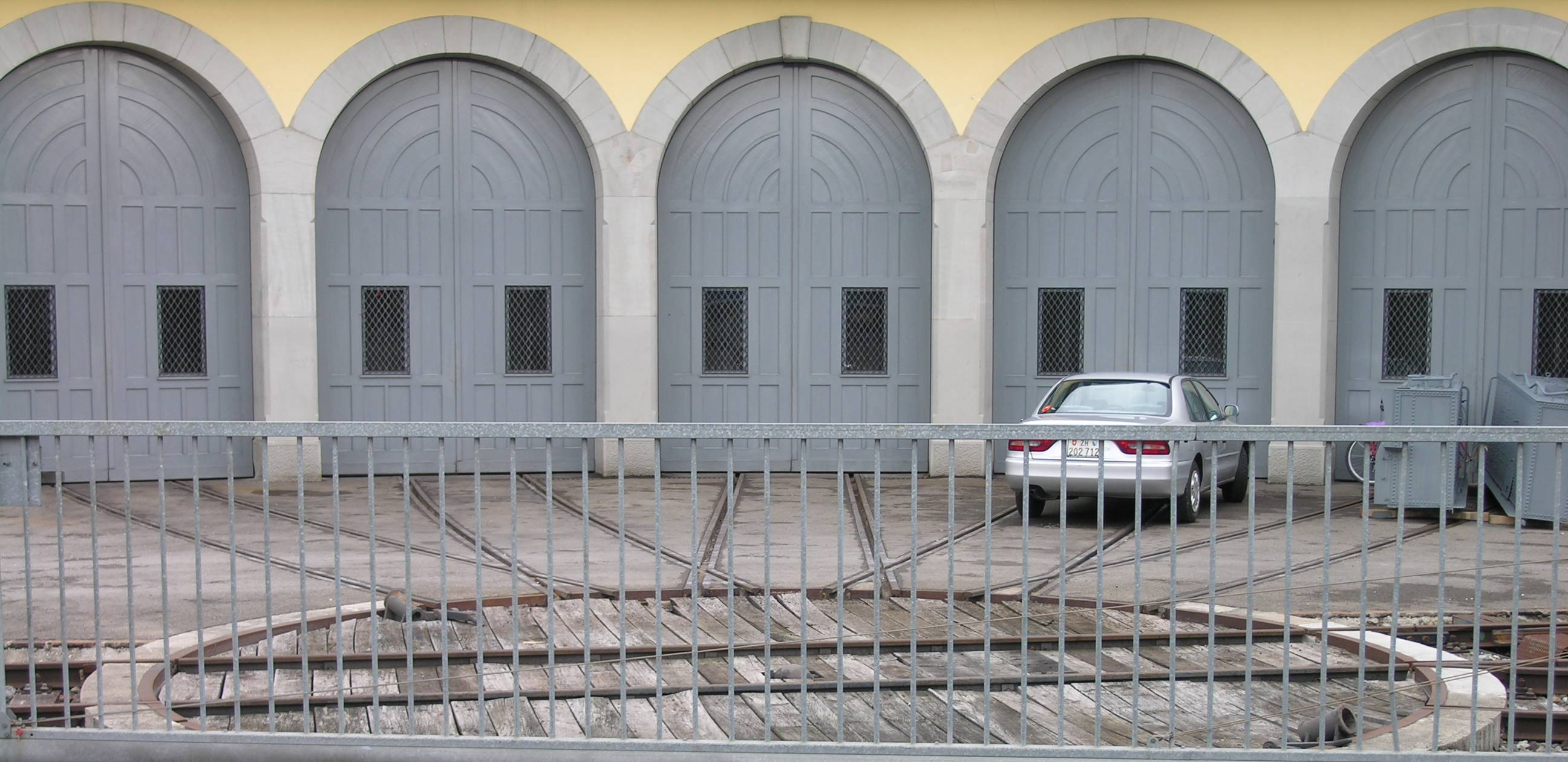
Obrotnica przed hangarami lokomotywowni w Uster w Szwajcarii

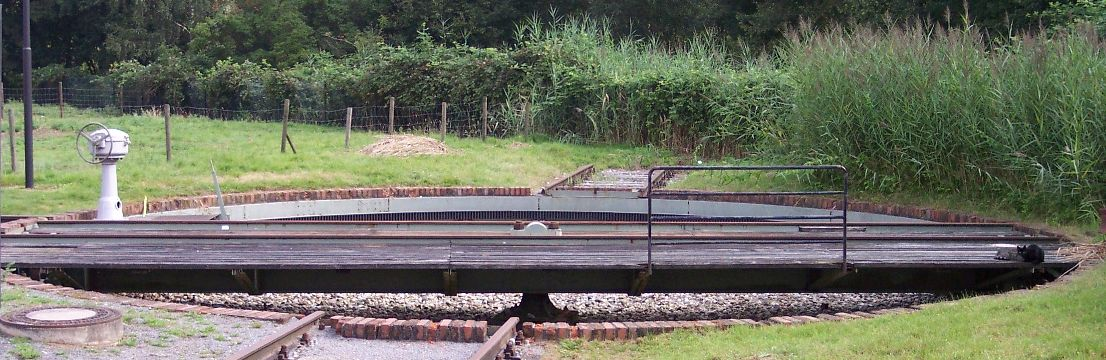
Mała ręcznie obracana obrotnica w Bocholt w Niemczech

Obrotnica – urządzenie służące do zmiany kierunku pojazdu dokonywanej przez obrócenie platformy, na której ów pojazd stoi. Najczęściej stosowane w kolejnictwie w celu zmiany kierunku jazdy lokomotyw, rzadziej wagonów.
Ponieważ promień zawracania pojazdów kolejowych bywa na ogół znaczny, to odwrócenie kierunku jazdy lokomotyw o 180° za pomocą pętli torów wymagałoby znacznej powierzchni. W takich przypadkach stosuje się często obrotnicę składającą się z platformy (z wbudowanym odcinkiem torów) o średnicy dostatecznie dużej, aby zmieścił się na nim cały obracany pojazd – wagon lub lokomotywa. Pojazd wprowadza się na platformę, tam go zatrzymuje i uruchamia mechanizm obracający platformę dokoła osi. W celu odwrócenia kierunku pojazdu platformę trzeba obrócić o 180° w stosunku do pierwotnego położenia.
Obrotnice stosuje się nie tylko do odwracania "przodem do tyłu". Często obrotnicę umieszcza się przed wjazdami do hangarów remontowych w lokomotywowniach: bramy hangarów umieszcza się gwiaździście wokół obrotnicy, a lokomotywy obracane są o kąty odpowiadające torom wjazdowym do każdego z hangarów. Czasem obrotnice umieszcza się na torowiskach do przeciągania wózków z urobkiem (w kopalniach i kamieniołomach, gdzie zazwyczaj brak miejsca lub ekonomicznego uzasadnienia do instalowania zwrotnic i rozjazdów). Umieszczenie niewielkiej platformy na skrzyżowaniu torów umożliwia łatwą zmianę kierunku jazdy takiego wózka.

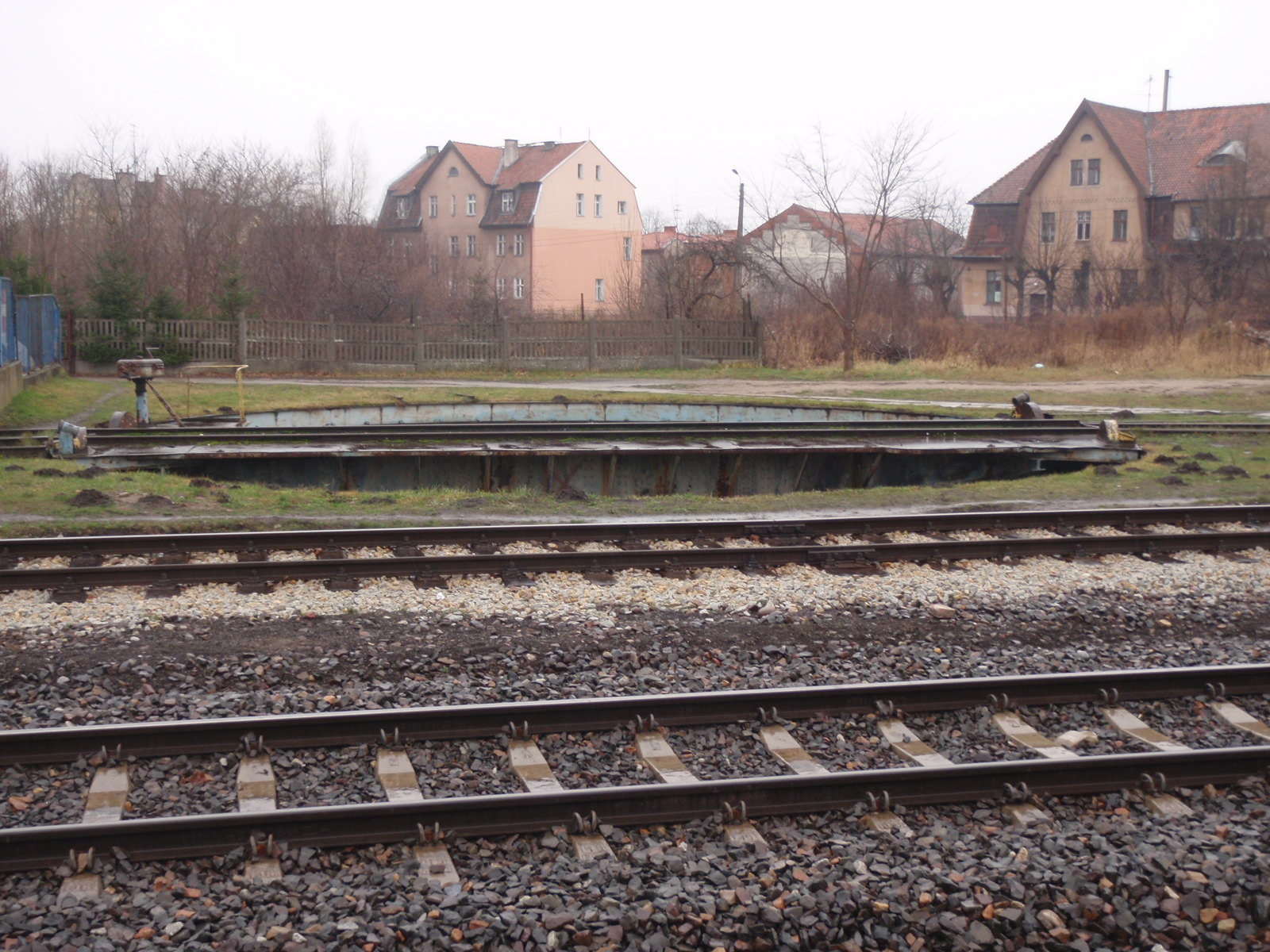
Obrotnica ręczna w Braniewie
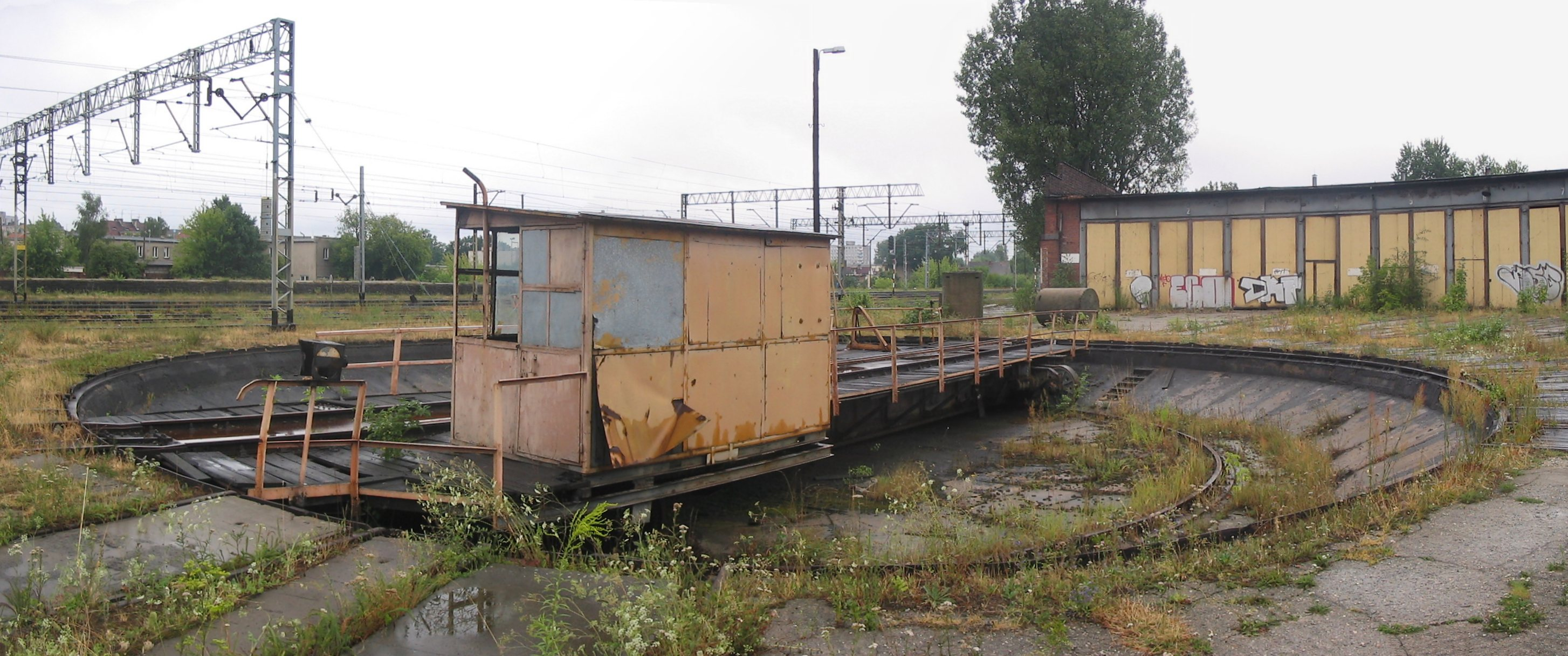
Nieużywana już obrotnica i parowozownia na stacji w Zielonej Górze
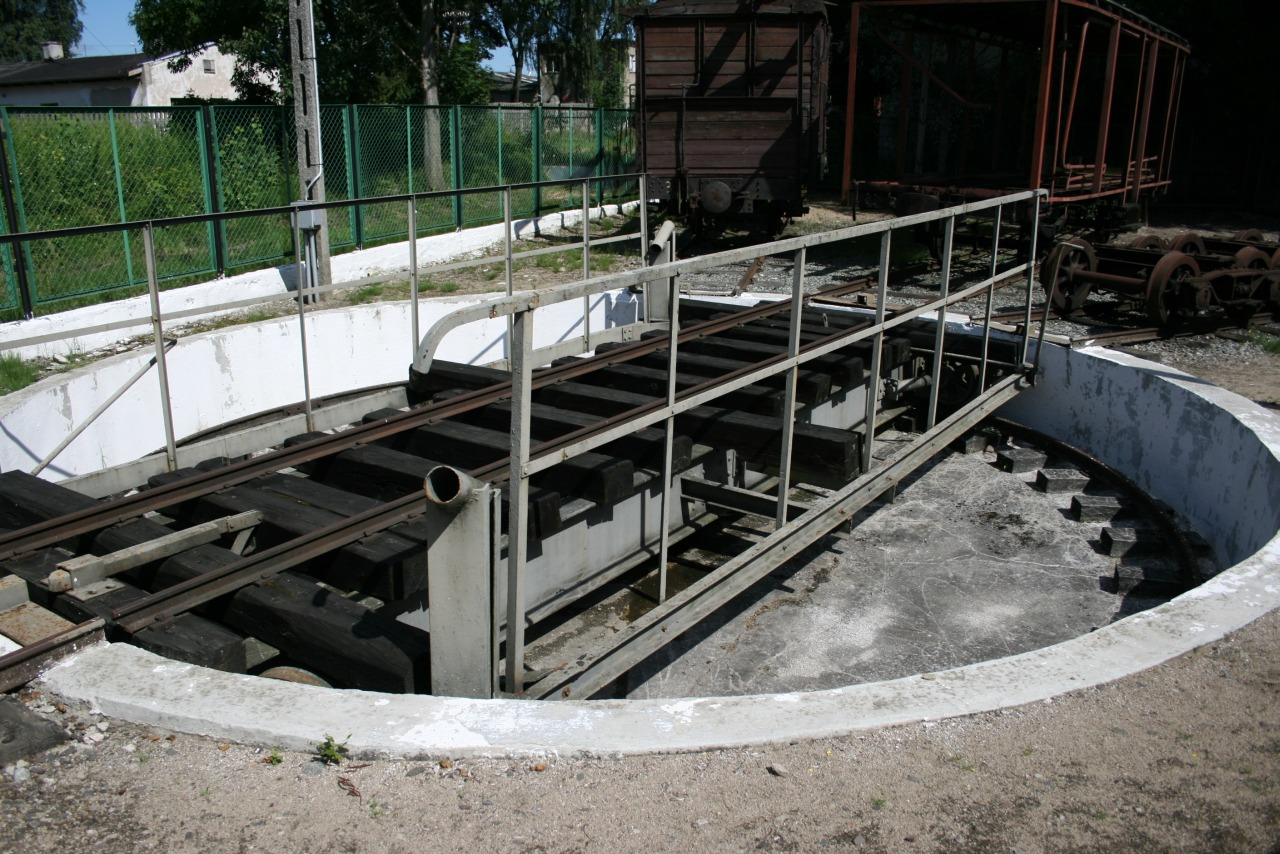
Obrotnica na Stałej Wystawie Pomorskich Kolei Wąskotorowych
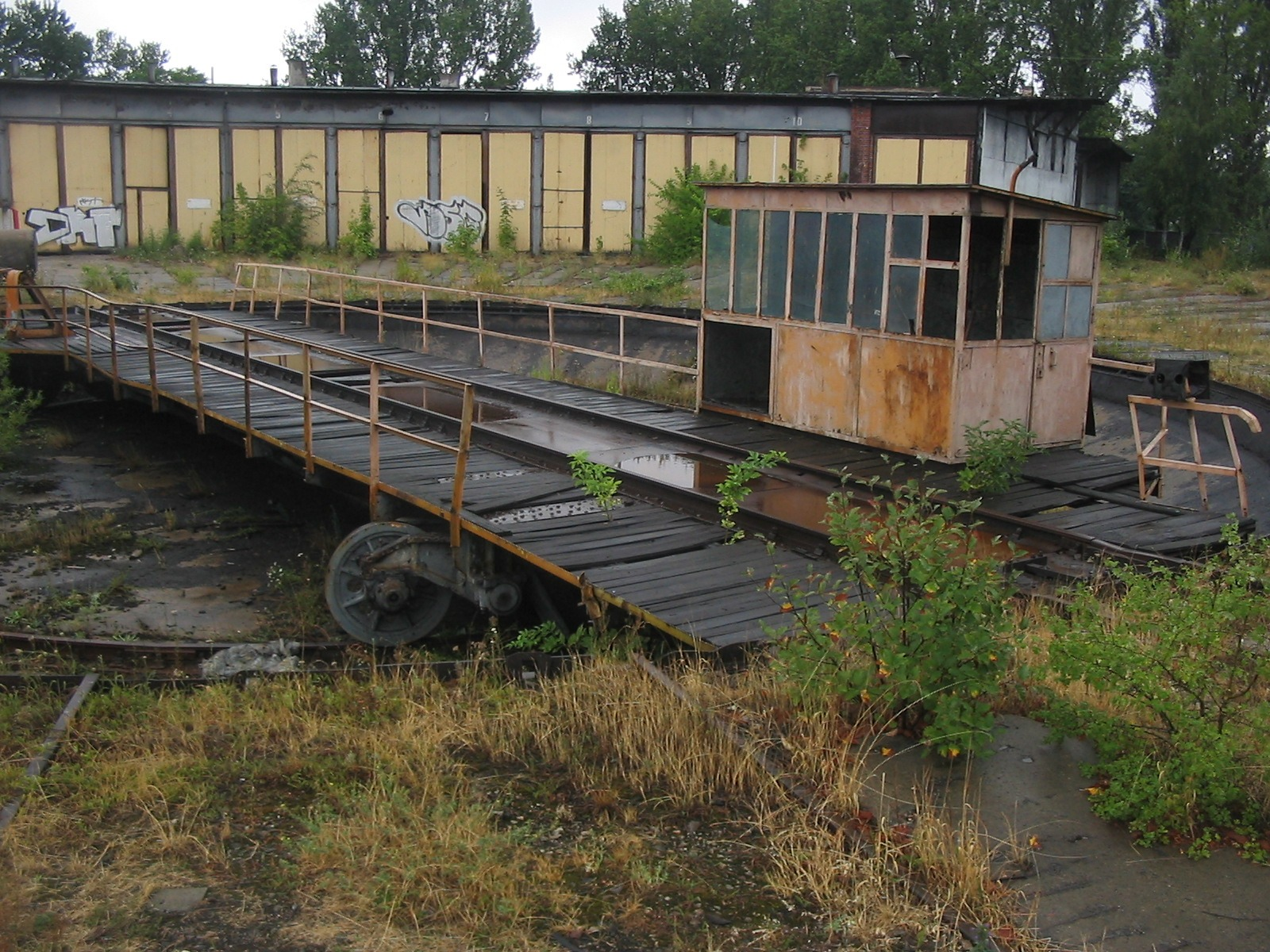
Zniszczona obrotnica kolejowa.
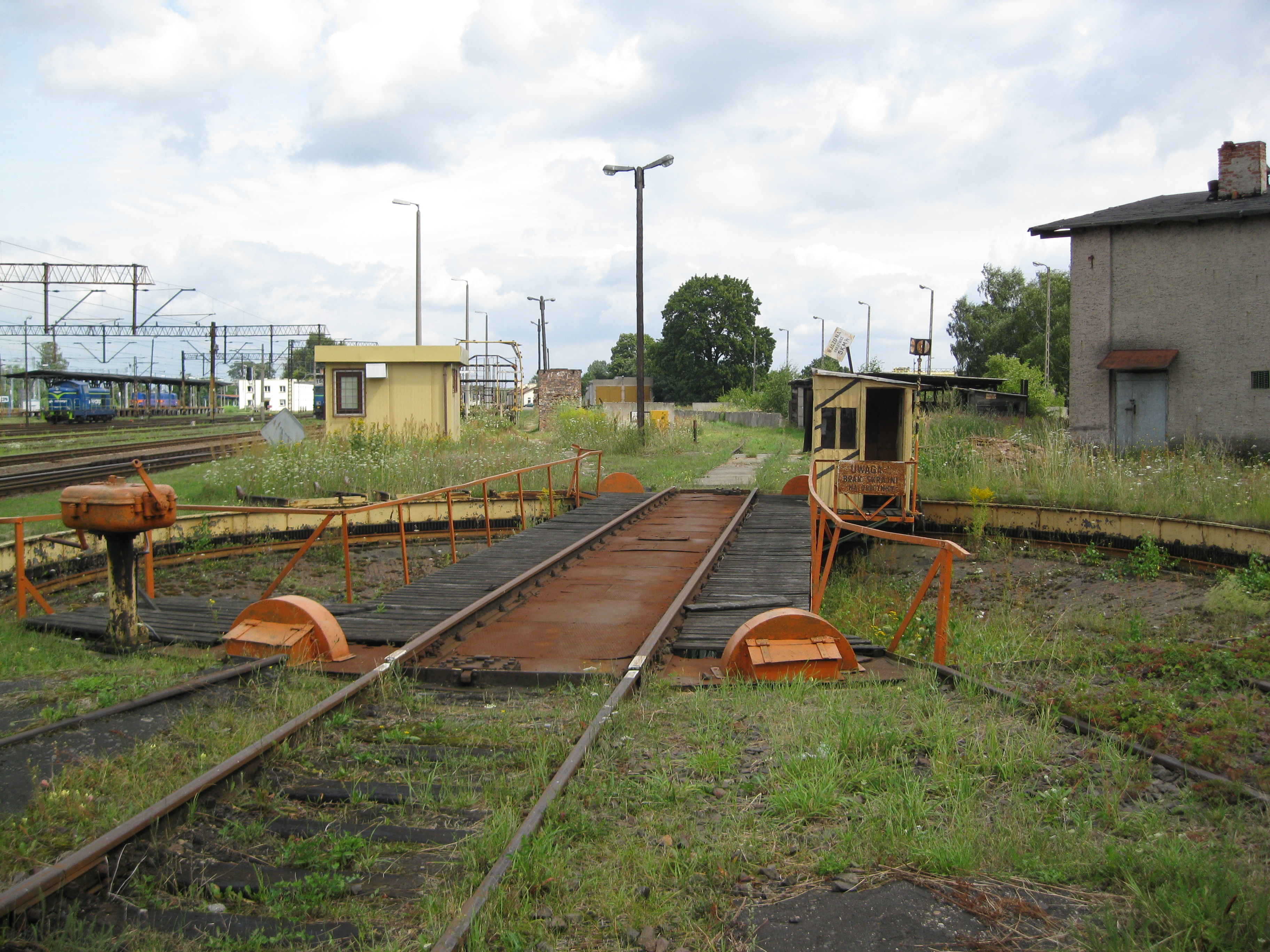
Obrotownica kolejowa w Rzepinie.
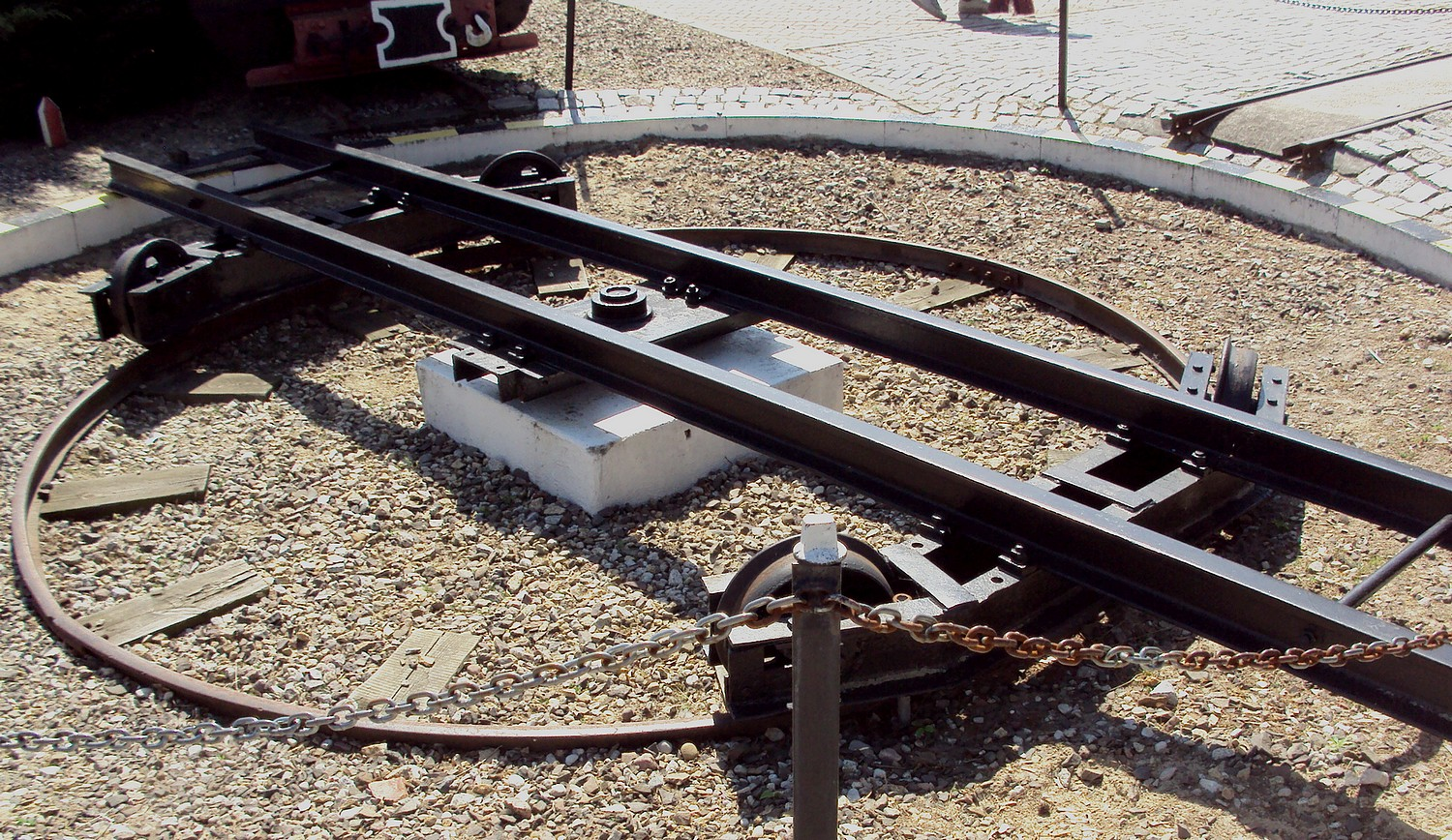
Zabytkowa obrotnica w Muzeum Kolei Wąskotorowej w Wenecji, 1908 r.